# Жабриця мінлива
Жабриця мінлива (Seseli tortuosum) — вид рослин з родини окружкових (Apiaceae), поширений у Південній Європі. Етимологія: лат. varius — «різнобарвний, різноманітний».

## Опис
Дворічна рослина висотою 60–80 см. Стебло округле, гладке, тонкоребристе, у вузлах трохи потовщене, гіллясте. Прикореневі листки численні, в контурі яйцеподібні, ≈ 3.5 см завдовжки, багаторазово перисторозсічені, з лінійними кінцевими часточками; стеблових листків трохи, розсічені, на коротких розширених у піхву черешках. Зонтики з 12–20 нерівними гладкими променями. Плоди яйцеподібні, 3 мм довжиною, гладкі, з 3 випнутими гострими білими ребрами. 

## Поширення
Поширений у Південній Європі.
В Україні зростає на степових і кам'янистих сухих схилах — у Степовому Криму і передгір'ях.